# Melisenda de Lusignan
Melisenda de Lusignan (1200-después de 1249), fue la princesa consorte de Antioquía. Era la hija de Isabel de Jerusalén con su cuarto esposo Aimerico de Chipre. Tuvo una hermana, Sibila de Lusignan, un hermano menor, Amalarico que murió cuando era un niño. De los matrimonios anteriores de su madre, Melisenda tenía tres medias hermanas, María de Montferrato, que sucedió a su madre como reina de Jerusalén el 5 de abril de 1205, Alicia de Champaña, y Felipa de Champaña.

## Matrimonio y descendencia
En enero de 1218, Melisenda se casó con Bohemundo IV de Antioquía. El matrimonio tuvo tres hijas:
- Isabel de Antioquía (falleció joven);
- María de Antioquía (falleció luego del 10 de diciembre de 1307), no tuvo descendencia;[2]
- Helvis de Antioquía (falleció joven).

Melisenda protestó por la sucesión de su sobrino, Enrique I de Chipre, como regente de Jerusalén tras la muerte de su media hermana Alicia en 1246. Alicia había sido regente de Jerusalén de Conrado IV de Alemania.
Murió en algún momento después de 1249. Tras la muerte sin hijos de su única hija sobreviviente, María en algún momento después de diciembre de 1307, y la línea de Melisenda se extinguió.